# Magda Folch Solé
 (avril 2016).
Si vous disposez d'ouvrages ou d'articles de référence ou si vous connaissez des sites web de qualité traitant du thème abordé ici, merci de compléter l'article en donnant les références utiles à sa vérifiabilité et en les liant à la section « Notes et références ».
Magda Folch Solé (Reus 1903 - Tarragone 1981) était une peintre espagnole de Catalogne.
Elle a étudié à l'École municipale des Arts de Reus, et après est diplômée en philosophie et lettres à Barcelone. Elle a été professeur à l'École municipale qui devint plus tard le Collège du Travail.
Elle a commencé à enseigner la philosophie à l'Institut de Reus et a fait plusieurs expositions au Centre de Lectura, à Tarragone, et Figueres, où elle a remporté oppositions[Quoi ?] à être professeur à l'institut. 
Plus tard, elle a fait plusieurs expositions à Barcelone, Lleida, Gérone, Madrid et Valence. Elle est l'auteur du retable de l'autel de Vierge de Montserrat dans l'église de Sant Joan de Reus. Sa ville lui a consacré une rue.